# 大洋洲曲棍球联合会
大洋洲曲棍球联合会，为大洋洲地区在曲棍球项目上的地区性国际体育组织。该组织为国际曲棍球联合会的下属分会。

## 成员协会
- 美属萨摩亚曲棍球协会
- 巴布亚新几内亚曲棍球协会
- 汤加曲棍球协会
- 澳大利亚曲棍球协会
- 新西兰曲棍球协会
- 瓦努阿图曲棍球协会
- 斐济曲棍球协会
- 萨摩亚曲棍球协会
- 所罗门群岛曲棍球协会

## 主要赛事
- 大洋洲杯曲棍球赛